# Archepandemis
Archepandemis là một chi bướm đêm thuộc tông Archipini.

## Các loài
- Archepandemis borealis (Freeman, 1965)
- Archepandemis coniferana Mutuura, 1978
- Archepandemis morrisana Mutuura, 1978